# کایل سالیاردز
کایل سالیاردز (به انگلیسی: Kyle Salyards) (زادهٔ ۱۷ دسامبر ۱۹۸۰) شناگر اهل ایالات متحده آمریکا است.